# Лассі Петро Петрович
Лассі Петро Петрович (англ. Pierce Edmond de Lacy; ірл. Peadar de Lása; 30 жовтня 1678, Кілліді, Ірландське королівство — 19 квітня 1751, Рига, Ліфляндська губернія, Російська імперія) — ірландський аристократ, полководець, російський генерал-фельдмаршал (1736), граф Священної Римської імперії, батько австрійського фельдмаршала Франца Моріца фон Лассі.

## Біографія

### Початок кар'єри
Походив з давнього нормандського аристократичного роду. В юності як прихильник короля Якова II вступив до армії якобітів і взяв участь у Війні двох королів, після поразки Стюартів виїхав до Франції. До 1697 року служив у французькій армії, а в 1697—1700 роках служив в австрійській армії.

### На російській службі
У 1700 році разом з австрійським герцогом де Круа вступив на службу до московського царя Петра I, брав участь у битві під Нарвою.
Із 1701 року — капітан у корпусі фельдмаршала Шереметєва, брав участь у битві при Гуммельсгофі і взятті Дерпта. Із 1705 року — майор, із 1706 року — підполковник, із 1707 року — полковник. Із 1708 року — командир Сибірського піхотного полку, учасник Полтавської битви 1709 року (під час битви був важко поранений).
Учасник взяття Риги (1710) і Прутського походу (1711). Із 1711 року — бригадир. У 1719 році на чолі військового загону висадився неподалік Стокгольма і пограбував околиці шведської столиці. Із 1720 року — генерал-поручник.
У 1723—1725 роках — член Військової колегії. Із 1727 року — губернатор Ліфляндії.
Під час Війни за польську спадщину командував російськими військами у Польщі. У 1734 році після облоги взяв Данциг (Гданськ). У 1735 році на чолі російської армії здійснив похід до Рейну на допомогу імператору Священної Римської імперії Карлу VI в його боротьбі з Францією. За успішні бойові дії в 1736 році був удостоєний звання генерал-фельдмаршала.
Взяв активну участь у російсько-турецькій війні 1735—1739 років. У 1736 році після короткої облоги взяв турецьку фортецю Азов. У 1737 році з військом перейшов Сиваш і вторнувся в Крим, де розбив війська кримського хана.
Під час російсько-шведської війни 1741—1743 років — головнокомандувач російської армії. Після успішного завершення війни — ліфляндський генерал-губернатор. Помер і похований у Ризі.

## Нагороди
- Орден Андрія Первозванного (Російська імперія)
- Орден Святого Олександра Невського (Російська імперія)
- Орден Білого Орла (Річ Посполита)